# Quadrato magico

Un quadrato magico perfetto. Il numero magico è 15.

Un quadrato magico è una disposizione di numeri interi in forma di tabella quadrata in cui siano rispettate due condizioni: i valori siano tutti distinti tra loro e la somma dei numeri presenti in ogni riga, in ogni colonna, e in entrambe le diagonali, dia sempre lo stesso risultato; tale intero è denominato "costante di magia" del quadrato (o "costante magica", o "somma magica"). In matematica, una tabella di questo tipo è detta matrice quadrata. In modo analogo a quanto avviene con queste ultime, il numero di righe (o di colonne) è detto "ordine" del quadrato magico. Se si moltiplica la costante magica per l'ordine, si ottiene la somma di tutti gli interi del quadrato.
Per riempire un quadrato di ordine {\displaystyle n} servono {\displaystyle n^{2}} numeri interi distinti. Nel caso in cui questi ultimi coincidono con gli interi da 1 a {\displaystyle n^{2}}, allora il quadrato è detto "perfetto", o "normale". In questo tipo particolare di quadrati, la costante magica, moltiplicata per il numero di righe (o di colonne), deve dare la somma degli interi da 1 a {\displaystyle n^{2}}. 
Se ne deduce che, nel caso dei quadrati magici perfetti, essa è data dalla formula:
{\displaystyle M_{2}(n)={\frac {1}{n}}\sum _{k=1}^{n^{2}}k={\frac {1}{2}}n(n^{2}+1).}
I valori di {\displaystyle M_{2}(n)} formano una successione i cui primi 15 componenti sono: 1, 5, 15, 34, 65, 111, 175, 260, 369, 505, 671, 870, 1105, 1379, 1695 (sequenza A006003 dell'On-Line Encyclopedia of Integer Sequences).

## Storia

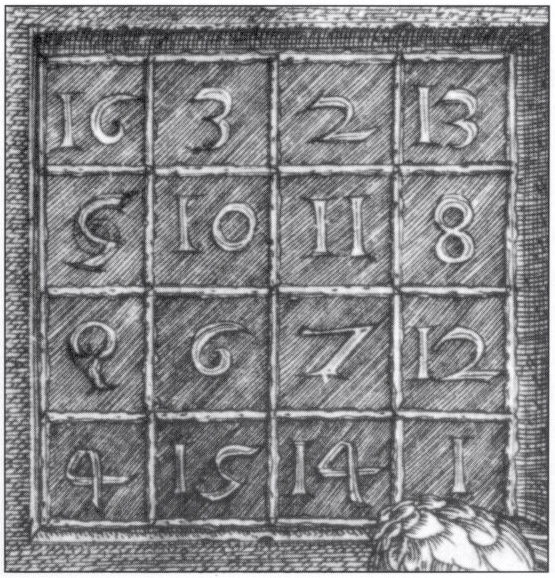
Dettaglio di Melencolia I, di Albrecht Dürer. I due numeri nelle caselle centrali dell'ultima riga formano 1514, anno in cui venne eseguita l'incisione. Ai lati della “data” compaiono poi i numeri 4 e 1, che corrispondono alle lettere D e A: le iniziali dell’autore.

I quadrati magici erano già noti in Cina nei primi secoli dopo Cristo, e forse addirittura nel IV secolo a.C. Il quadrato 3 × 3 era chiamato Lo Shu; nel X secolo i cinesi conoscevano quadrati fino all'ordine 10, oltre a catene di cerchi e cubi magici non perfetti.
Nell'Occidente Latino i quadrati magici apparvero al più tardi nel XIII secolo. Se ne trova traccia in un manoscritto in lingua spagnola, ora conservato nella biblioteca Vaticana (cod. Reg. Lat. 1283a) attribuito all'iniziativa di Alfonso X di Castiglia. Già in questo testo i quadrati sono dedicati ai pianeti. Ricompaiono poi a Firenze nel XIV secolo, in un manoscritto di Paolo dell'Abbaco, ossia Paolo Dagomari, matematico, astronomo e astrologo, che fu tra l'altro in stretto contatto con Jacopo Alighieri, uno dei figli di Dante Alighieri. Ai folii 20 e 21 del manoscritto 2433, conservato nella Biblioteca Universitaria di Bologna si trovano infatti un quadrato magico 6x6 e uno 9x9, attribuiti rispettivamente al Sole e alla Luna. Gli stessi quadrati compaiono anche nel manoscritto Plimpton 167 (folio 69 recto e verso), una copia del Trattato dell'Abbaco del XV secolo conservata nella Biblioteca dell'Università Columbia di New York. È interessante osservare che il Dagomari cita i due quadrati come un utile supporto a eventuali problemi matematici e, incidentalmente, a non meglio precisati calcoli astrologici. Lo stesso spirito anima Luca Pacioli, che esprime un punto di vista molto simile nella presentazione dei quadrati magici che fa nel suo De Viribus Quantitatis.
Si noti che il lavoro del commentatore e grammatico bizantino Manuele Moscopulo (circa 1265 – 1316), che scrisse un trattato sui quadrati magici a partire da testi di area culturale islamica, non sembra essere stato conosciuto in Europa sino alla sua scoperta nella Biblioteca Nazionale di Parigi ad opera del matematico Philippe de La Hire, che lo pubblicò nel 1705.
I quadrati magici di ordine 3 sino al 9, descritti come strumenti per attirare le influenze dei pianeti a scopi, appunto, di magia, si trovano in numerosi manoscritti a partire dal XV secolo. Tra i più noti, il Liber de Angelis, un testo di magia "angelica" che si trova contenuto in un manoscritto (Cambridge University Library, MS Dd.xi.45) eseguito attorno al 1440 e che riprende, con qualche variante, il testo di De septem quadraturis planetarum seu quadrati magici, un manuale di magia tramite le immagini planetarie, contenuto nel Codex 793 della Biblioteca Jagellonica (Ms BJ 793). I quadrati con ordini compresi tra 3 e 9 si supponevano essere le immagini proprie dei pianeti—nonché dei loro angeli tutelari—e in quanto tali dotati di particolari virtù magiche. Potevano dunque essere utilizzati per costruire talismani: ad esempio, le loro incisioni su placche d'oro o d'argento venivano impiegate come rimedi, dalla peste al mal d'amore. Uno tra più noti quadrati magici è sicuramente quello che compare nell'incisione di Albrecht Dürer intitolata Melencolia I. Il quadrato magico contenuto nell'opera è molto complesso e molto interessante dal punto di vista matematico. Infatti non è solo la somma dei numeri delle linee orizzontali, verticali e oblique a dare 34 ma anche la somma dei numeri dei quattro settori quadrati in cui si può dividere il quadrato e anche i quattro numeri al centro, se sommati danno 34. Così come i quattro numeri agli angoli. I numeri non sono mai ripetuti, e vanno naturalmente da 1 a 16 (le 16 celle che costituiscono il quadrato).  Inoltre, se si prende un numero agli angoli e lo si somma con il numero a lui opposto si ottiene 17, proprio come i numeri ai lati e nei numeri opposti, nel quadrante centrale (infatti se si addiziona 15+2, 14+3, 12+5, 9+8, 6+11, 10+7, il risultato è sempre 17).
Con l'avvento della stampa, i quadrati magici e i loro impieghi uscirono dall'anonimato: responsabile ne fu Cornelio Agrippa (1486 – 1535), che li descrisse in gran dettaglio nel libro II del suo Filosofia Occulta, definendoli "tavole sacre dei pianeti e dotate di grandi virtù, poiché rappresentano la ragione divina, o forma dei numeri celesti".
Il secolo dei Lumi relegò progressivamente i quadrati magici al ruolo di oggetti matematici, e infine di curiosità.
Bernard Frénicle de Bessy (1605-1665), matematico francese amico di Cartesio e di Pierre de Fermat, nel 1663 calcolò il numero dei quadrati magici perfetti del quarto ordine: 880, con somma costante 34, su righe, colonne e diagonali. Solo grazie al computer si riuscì a estendere il risultato, nel 1973, agli ordini superiori: i quadrati magici di ordine 5 sono almeno 275.305.224 (limite inferiore calcolato da Richard Schroeppel). Non è noto il numero preciso dei quadrati magici di ordine 6, anche se molti sono impegnati nella sua determinazione. Secondo alcune indagini, il loro numero è nell'ordine di 1,7754 × 1019. Resta comunque insoluto il problema più generale di trovare la regola che permetta di determinare il numero di quadrati magici di ordine {\displaystyle n.}
Parente stretto del quadrato è il cubo magico, costruito in Europa per la prima volta solo nel 1866. Il primo cubo perfetto, di ordine 7 e quindi contenente i primi 73 = 343 interi positivi fu ottenuto da un missionario appassionato di matematica. In seguito si estese la ricerca a ipercubi di dimensione {\displaystyle m} ed ordine {\displaystyle n,} ognuno composto da {\displaystyle n^{m}} numeri interi.

## Esempi di costruzione
Il tipo più comune è il quadrato magico perfetto, cioè quello che usa i numeri da 1 a {\displaystyle n^{2}.} Tra questi, il più famoso è forse il quadrato {\displaystyle 3\times 3,} la cui costante di magia è 15:
{\displaystyle {\begin{bmatrix}8&1&6\\3&5&7\\4&9&2\\\end{bmatrix}}.}
La costante di magia di un simile quadrato può essere calcolata con questa formula:
{\displaystyle M_{2}(n)={\frac {n(n^{2}+1)}{2}}.}
I quadrati magici del tipo da 1 a {\displaystyle n^{2}} possono essere costruiti per ogni {\displaystyle n} intero positivo diverso da 2. Non tutti i quadrati magici del tipo da 1 a {\displaystyle n^{2}} sono costruiti nello stesso modo. A tal fine, vengono suddivisi in tre diverse classificazioni: 
- {\displaystyle n} dispari;
- {\displaystyle n} numero semplicemente pari (cioè divisibile per 2 ma non per 4);
- {\displaystyle n} numero doppiamente pari (divisibile per 4).

Il metodo per costruire un quadrato magico con {\displaystyle n} dispari è abbastanza semplice e viene spiegato qui di seguito. Si inizia mettendo 1 nella colonna centrale della fila superiore:
{\displaystyle {\begin{bmatrix}?&?&1&?&?\\?&?&?&?&?\\?&?&?&?&?\\?&?&?&?&?\\?&?&?&?&?\\\end{bmatrix}}.}
Si compila la colonna seguente del numero uno (a destra) e ad una fila superiore. Se siete già alla fila superiore, si compila una colonna alla destra nella fila inferiore:
{\displaystyle {\begin{bmatrix}?&?&1&?&?\\?&?&?&?&?\\?&?&?&?&?\\?&?&?&?&3\\?&?&?&2&?\\\end{bmatrix}}.}
Se siete nella colonna di estrema destra, si compila il numero seguente nella colonna di estrema sinistra, una fila in su:
{\displaystyle {\begin{bmatrix}?&?&1&8&?\\?&5&7&?&?\\4&6&?&?&?\\?&?&?&?&3\\?&?&?&2&9\\\end{bmatrix}}.}
Se il quadrato già è occupato da un numero più piccolo, si posiziona il numero seguente nel quadrato immediatamente sotto all'ultimo immesso; si procede in tal maniera fino a comporre tutto il quadrato:
{\displaystyle {\begin{bmatrix}17&24&1&8&15\\23&5&7&14&16\\4&6&13&20&22\\10&12&19&21&3\\11&18&25&2&9\\\end{bmatrix}}.}
Infine, si verifichi che ogni fila, colonna e diagonale diano come somma algebrica lo stesso numero, in questo caso, 65.
Naturalmente i quadrati magici possono essere costruiti usando un sottoinsieme dei numeri compresi tra 1 a {\displaystyle n^{2}.} Per esempio, un quadrato magico può essere costruito usando soltanto i numeri primi (in alcuni casi potrebbe essere necessario accettare 1 come numero primo per avere un quadrato magico). In questo esempio, la costante di magia è 111:
{\displaystyle {\begin{bmatrix}31&73&7\\13&37&61\\67&1&43\\\end{bmatrix}}.}

## Il quadrato magico di Villa Albani
Nella Villa Albani di Roma è presente un quadrato magico di ordine 9 inciso sul marmo, sopra il quale è posta la scritta "QVADRATUS MAXIMVS". Sotto al quadrato è riportata una descrizione in latino, con il nome dell'autore e l'anno di composizione (1766).
La "costante magica", cioè la somma dei numeri di tutte le righe, colonne e diagonali maggiori è 369.  
| 15 | 58 | 29 | 34 | 63 | 49 | 74 | 41 | 6  |
| 7  | 27 | 31 | 81 | 23 | 76 | 80 | 18 | 26 |
| 38 | 8  | 30 | 71 | 47 | 20 | 21 | 78 | 56 |
| 73 | 19 | 25 | 42 | 10 | 33 | 50 | 65 | 52 |
| 22 | 55 | 72 | 1  | 45 | 60 | 28 | 16 | 70 |
| 79 | 35 | 39 | 66 | 2  | 48 | 17 | 24 | 59 |
| 14 | 64 | 69 | 12 | 77 | 3  | 51 | 68 | 11 |
| 46 | 36 | 61 | 53 | 40 | 43 | 4  | 54 | 32 |
| 75 | 67 | 13 | 9  | 62 | 37 | 44 | 5  | 57 |